# Elecciones al Congreso de los diputados de abril de 2019 (Vizcaya)
Las elecciones al Congreso de los Diputados de 2019 se celebraron en la provincia de Vizcaya el domingo 28 de abril, como parte de las elecciones generales convocadas por Real Decreto dispuesto el 4 de marzo de 2019 y publicado en el Boletín Oficial del Estado el día siguiente. Se eligieron los 8 diputados del Congreso correspondientes a la circunscripción electoral de Vizcaya, mediante un sistema proporcional (método d'Hondt) con listas cerradas y un umbral electoral del 3%.

## Resultados
Los comicios depararon 3 escaños al Partido Nacionalista Vasco, 2 al Partido Socialista de Euskadi-Euskadiko Ezkerra y a Elkarrekin Podemos y 1 escaño a Euskal Herria Bildu.
| Candidatura                                                | Candidatura                                                   | Votos   | %                                      | Escaños                                |
| ---------------------------------------------------------- | ------------------------------------------------------------- | ------- | -------------------------------------- | -------------------------------------- |
|                                                            | Partido Nacionalista Vasco (EAJ-PNV)                          | 235 322 | 34,37                                  | 3                                      |
|                                                            | Partido Socialista de Euskadi-Euskadiko Ezkerra (PSE-EE-PSOE) | 136 037 | 19,87                                  | 2                                      |
|                                                            | Unidas Podemos (Podemos-IU-Equo)                              | 121 228 | 17,71                                  | 2                                      |
|                                                            | EH Bildu (EH Bildu)                                           | 91 612  | 13,38                                  | 1                                      |
|                                                            |                                                               |         |                                        |                                        |
| Partido Popular (PP)                                       | Partido Popular (PP)                                          | 49 601  | 7,24                                   | 0                                      |
| Ciudadanos-Partido de la Ciudadanía (Cs)                   | Ciudadanos-Partido de la Ciudadanía (Cs)                      | 21 201  | 3,10                                   | 0                                      |
| Vox (Vox)                                                  | Vox (Vox)                                                     | 15 792  | 2,31                                   | 0                                      |
| Partido Animalista Contra el Maltrato Animal (PACMA)       | Partido Animalista Contra el Maltrato Animal (PACMA)          | 6150    | 0,90                                   | 0                                      |
| Recortes Cero-Grupo Verde (R0-GV)                          | Recortes Cero-Grupo Verde (R0-GV)                             | 1166    | 0,17                                   | 0                                      |
| Por un Mundo más Justo (PUM+J)                             | Por un Mundo más Justo (PUM+J)                                | 836     | 0,12                                   | 0                                      |
| Partido de Acción Solidaria Europea (Solidaria)            | Partido de Acción Solidaria Europea (Solidaria)               | 627     | 0,09                                   | 0                                      |
| Partido Comunista de los Trabajadores de Euskadi (PCTE/EK) | Partido Comunista de los Trabajadores de Euskadi (PCTE/EK)    | 610     | 0,09                                   | 0                                      |
| Votos válidos                                              | Votos válidos                                                 | 680 189 | 100,00                                 | 8                                      |
| Votos nulos                                                | Votos nulos                                                   | 4737    | Participación: · \| \| 75,76 % \| 7,4% | Participación: · \| \| 75,76 % \| 7,4% |
| Votantes                                                   | Votantes                                                      | 689 430 | Participación: · \| \| 75,76 % \| 7,4% | Participación: · \| \| 75,76 % \| 7,4% |
| Electores                                                  | Electores                                                     | 910 008 | Participación: · \| \| 75,76 % \| 7,4% | Participación: · \| \| 75,76 % \| 7,4% |
|                                                            | 75,76 %                                                       |         |                                        |                                        |

## Diputados electos
Relación de diputados electos:
| N.º | Nombre                               | Lista | Lista          |
| --- | ------------------------------------ | ----- | -------------- |
| 1   | Aitor Esteban Bravo                  |       | EAJ-PNV        |
| 2   | Patxi López Álvarez                  |       | PSE-EE-PSOE    |
| 3   | Roberto Uriarte Torrealday           |       | Unidas Podemos |
| 4   | Idoia Sagastizabal Unzetabarrenetxea |       | EAJ-PNV        |
| 5   | Oskar Matute García de Jalón         |       | EH Bildu       |
| 6   | Josune Gorospe Elezkano              |       | EAJ-PNV        |
| 7   | María Guijarro Ceballos              |       | PSE-EE-PSOE    |
| 8   | Miren Edurne Gorrochategui Azurmendi |       | Unidas Podemos |